# رودنیکی (شهرستان ایگلینسکی، باشقیرستان)
رودنیکی (انگلیسی: Rodniki, Iglinsky District, Republic of Bashkortostan) یک شهرک در شهرستان ایگلینسکی استان باشقیرستان کشور روسیه است.